# Diarsenic trioxide
Điasen trioxide (công thức hóa học: As2O3) là một oxide của asen. Nó có nhiệt độ nóng chảy 312,2 °C (594,0 °F; 585,3 K) và nhiệt độ sôi là 465 °C (869 °F; 738 K).Khoảng 50.000 tấn chất này được sản xuất mỗi năm..

## Trong thủy tinh/gốm
Điasen trioxide được dùng trong vật liệu gốm thuộc nhóm amphoteric. Nó làm nhạt màu của mangan(II) oxide. Nó là một chất độc do hóa hơi khi nung chảy. Nó có thể được dùng làm chất gây mờ gốm nhưng không hiệu quả bằng thiếc.